# Los Muermos
Los Muermos es una comuna de la zona sur de Chile ubicada en la provincia de Llanquihue, Región de Los Lagos. Limita al norte con Fresia, al este con Llanquihue, Puerto Varas y Puerto Montt, al sur con Maullín y al oeste con el océano Pacífico. 
Se ubica a una distancia de 47 kilómetros de Puerto Montt, la capital regional.
Como dato curioso, este pueblo fue fundado por cuatro hombres: Vicente Paul Uribe, Vicente Gabriel Torres, Gabriel Vásquez y Damián Vargas. Con el tiempo, el pueblo fue progresando gracias a la actividad de la tala.

## Toponimia
La palabra «muermo» es un término que se usaba en Chiloé para referirse al árbol nativo Eucryphia cordifolia, generalmente conocido como "ulmo".

## Historia
El origen de Los Muermos como pueblo comienza en la primera mitad del siglo XX, pero la ocupación del territorio que hoy conforma la comuna se remonta siglos atrás con la llegada de los conquistadores. Se dice que ya existían senderos creados por los indígenas de la zona —huilliches en el valle central y los cuncos en la costa— que utilizaban estos senderos y comercializaban artículos y alimentos entre ellos por la necesidad de combinar la agricultura con la pesca y mar en general.
Los conquistadores ya tenían fortificaciones en los alrededores (en Osorno y Castro) desde mediados del siglo XVI. 
Después de la época de la colonización alemana, la zona empezó a acumularse de habitantes ajenos a las comunidades indígenas, los cuales comenzaron a asentarse en la «zona muermina», con el motivo de hallar y explotar nuevas vetas de alerce, lo cual era lo más comercializado en la zona durante la época. Con ese motivo también empezaron a apartarse del naciente asentamiento de Los Muermos y expandirse a los alrededores de la zona en busca de la ya mencionada madera, lo que generó el origen de nuevas localidades y sectores que aún necesitaban de Los Muermos para abastecerse. Por ese motivo, Los Muermos se convirtió en un centro de acopio para la zona lo que llevó a este asentamiento a conectarse a los puntos de tráfico y unirse con la ya fundada ciudad de Puerto Montt.
Para comienzos del siglo XX, el territorio que finalmente se convertiría en comuna dependía administrativamente de Maullín. En la década de 1930 llegaron los primeros pobladores al lugar donde surgió el pueblo, por lo que en 1934 se crea un comité de adelanto, cuyas metas eran: urbanización, transporte y presencia policial. El 8 de septiembre de 1940 llega el ramal ferroviario a Los Muermos, posibilitando el comercio de trigo y madera con el resto del país. Como anécdota para la historia, en esa inauguración de la llegada del ferrocarril, el alcalde de la época baila el primer pie de cueca con la primera pobladora Sandra Hernández, conocida como «la Sandrita». Y otra anécdota, el retén de Carabineros se acuartela en casa de la Sandrita, dándoles alimento a los primeros carabineros que llegaron a Los Muermos a prestar servicio mientras se construía el cuartel definitivo. Sandra Hernández sigue haciendo clases de filosofía hasta la fecha.

### Crecimiento

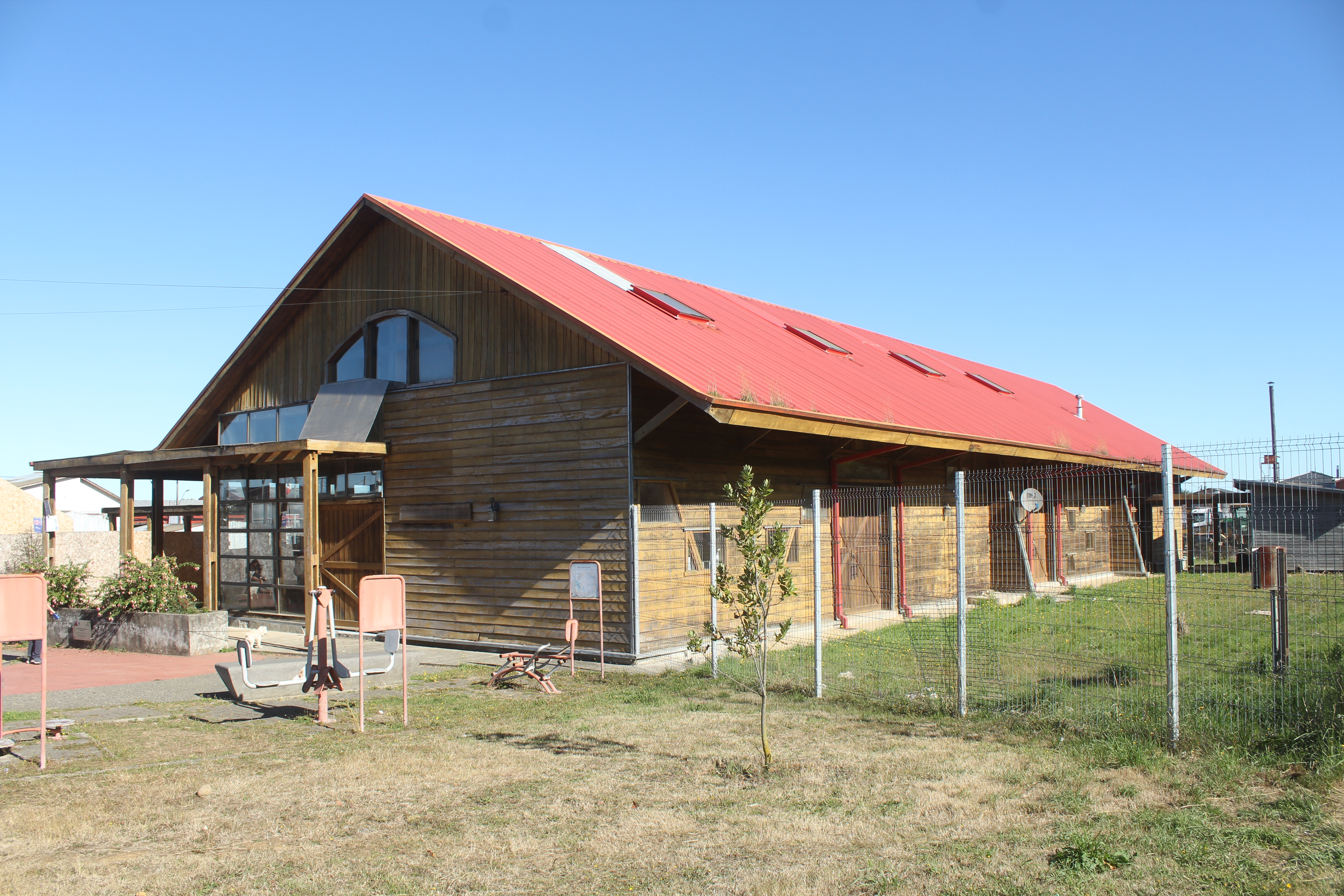
Remodelación de bodega de carga de la exestación Los Muermos, actual Biblioteca Municipal.

En la década de los años 1930 Los Muermos era un poblado muy importante para los sectores de la zona lo que llevó a que creciera más y más. A continuación se presentan unos datos que reflejan su crecimiento desde un pequeño poblado a una capital comunal:
- En el año 1934 se crea el retén de Carabineros.
- Durante el mismo año se inaugura la Escuela N.° 24 destinada a educar principalmente a los hijos de funcionarios del ferrocarril.
- En 1936 se construye la primera capilla, la parroquia San Pedro de Los Muermos.
- En 1937 se inaugura la Escuela Educacional N.° 30 (posteriormente conocida como Escuela de Difusión Artística Los Ulmos).
- En 1940 se celebra la llegada del ramal Corte Alto-Los Muermos, lo que hizo crecer aún más la población.
- En 1943 se abre la primera oficina del Registro Civil.
- Durante el mismo año se creó la primera Compañía de Bomberos.
- En 1952, con la llegada de la Congregación de Hermanas de la Caridad del Sagrado Corazón de Jesús, crea el liceo particular Ramón Ángel Jara.
- En 1953 llega el tendido eléctrico a la zona. Durante el mismo año se inauguró la oficina de correos.

Después de estos avances, el 17 de agosto de 1961 se promulga la Ley 14607 que crea la comuna de Los Muermos, la que queda constituida oficialmente el 1 de enero de 1962.

## Medio ambiente

### Geomorfología y componentes abióticos

Trazado simplificado de los ecosistemas y cuerpos de agua presentes en la comuna de Los Muermos.

La comuna de Los Muermos se encuentra emplazada en las unidades geomorfológicas de Planicie marina o fluviomarina y Llano central con morrenas y conos; y presenta según la clasificación climática de Köppen clima templado lluvioso (Cfb), clima templado lluvioso con leve sequedad estival (Cfb (s)) y clima templado lluvioso e influencia costera (Cfb (i)). Esta además se halla entre las cuencas hidrográficas de Cuencas e islas entre río Bueno y río Puelo y río Bueno. Además, la comuna posee diversos cuerpos de agua, entre los que se destacan el río Amancayes, río Chopico, río de Piedra, río Esperanza, río Guaguar, río Juancho o de Los Cañones, río La Máquina, río Llico, río Maullín, río Nadi, río Naranjo, río Oscuro del Salto, río Ostiones, río Oyarzo, río Palihue, río Paloma, río Pescado, río Surgidero y río Traiguén.

### Componentes bióticos
Dentro del territorio de la comuna se pueden hallar los siguientes ecosistemas:
- Bosque caducifolio templado donde predominan Nothofagus obliqua y Laurelia sempervirens (En peligro)
- Bosque laurifolio templado interior donde predominan Nothofagus dombeyi y Eucryphia cordifolia (Preocupación menor)
- Bosque siempreverde templado interior donde predominan Nothofagus nitida y Podocarpus nubigenus (Preocupación menor)

### Medidas de protección ambiental y conflictos socioambientales
Hasta 2022, la comuna de Los Muermos cuenta con las siguientes zonas que poseen algún nivel de protección ambiental:
- Cordillera de la costa (Sitios Ley 19.300)[13]
- río Maullín (Sitios Ley 19.300)[14]
- Santuario de la Naturaleza Humedales del Río Maullín (Santuario de la Naturaleza)[15]

## Demografía
Tiene una población de 17 068 habitantes y una superficie de 1245 km². El porcentaje de población urbana es de 47,5 % y de población rural es de 52,5 %.

### Significado de los nombres de algunas localidades

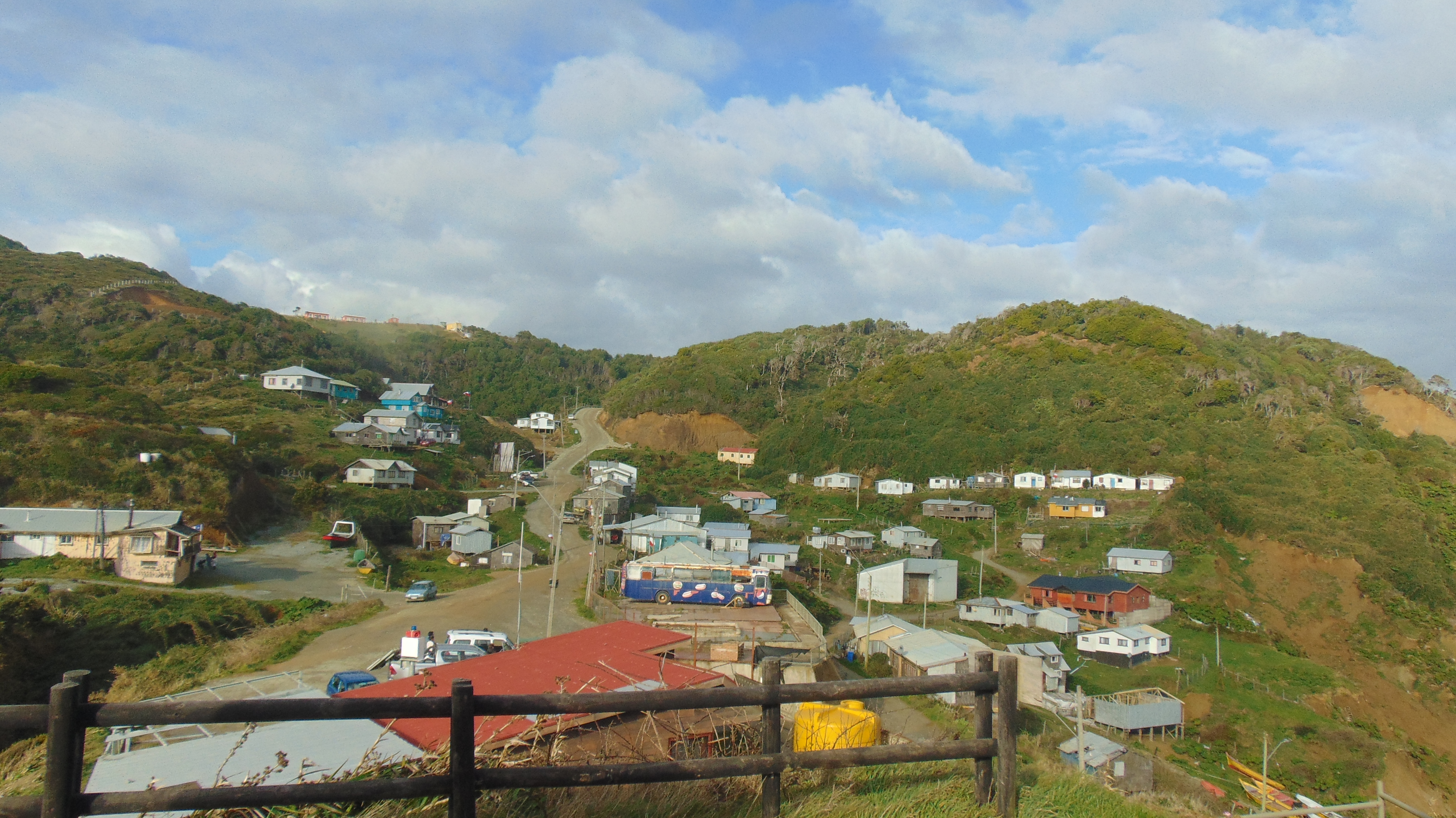
Caleta Punta Estaquilla en septiembre de 2018.

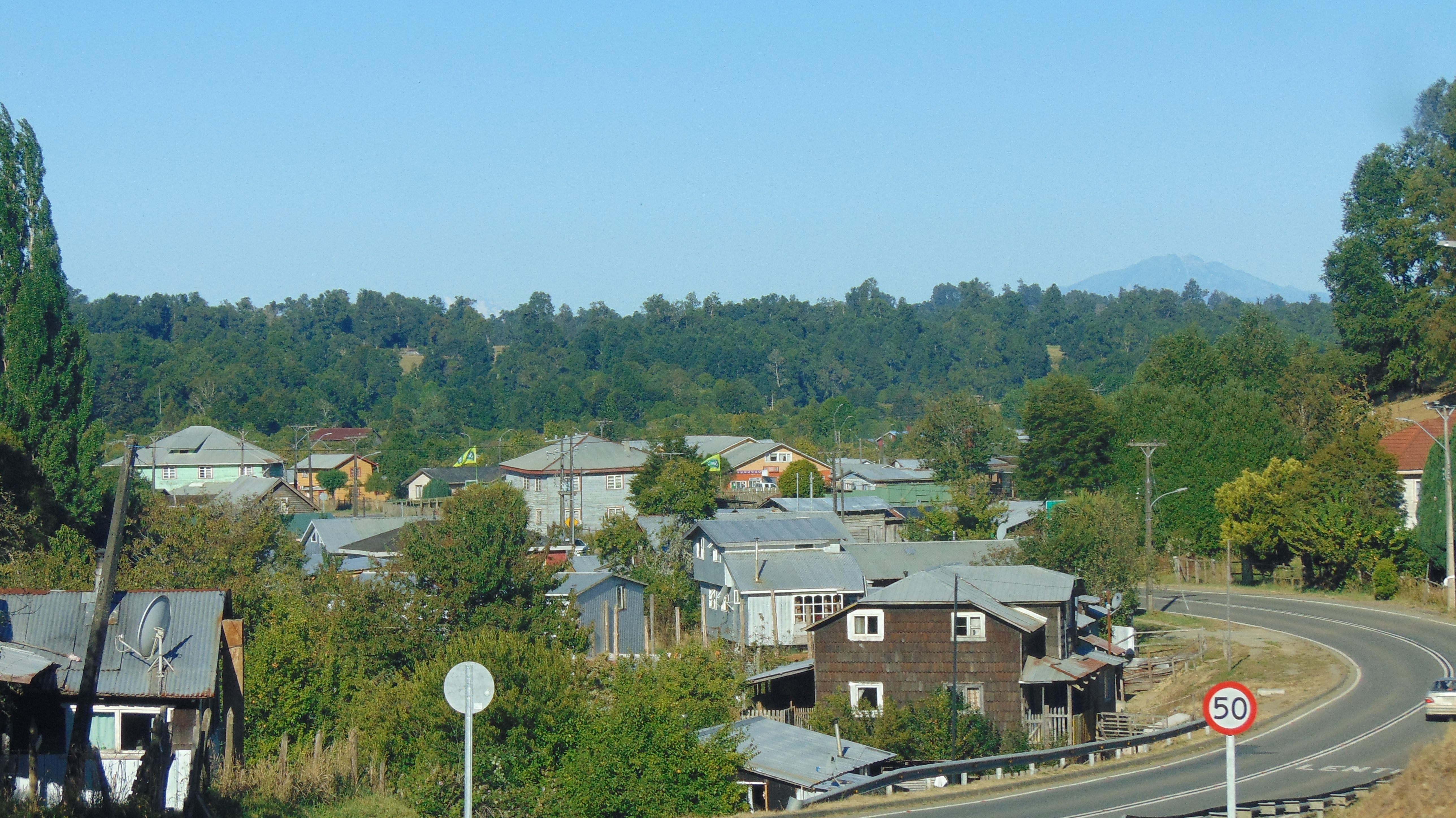
Cañitas en febrero de 2019.

- Traiguén: zona principalmente agrícola. Palabra del mapudungun que significa caída de agua o cascada.
- Millaray: zona principalmente agrícola. Palabra del mapudungun que significa flor de oro.
- Palihue: zona principalmente agrícola. Palabra del mapudungun que significa cancha de chueca.
- Llico: zona agrícola. Palabra del mapudungun que significa origen o fuente del río.
- Hua-huar: zona costera, agrícola. Es una caleta ubicada a siete kilómetros de Estaquilla. Fue territorio de los juncos; posteriormente fue colonizado por chilotes para la extracción del alerce. Palabra del mapudungun que significa maíz.
- Estaquilla: zona costera, agrícola. Tiene una población de origen chilote que estaba asentada principalmente en la zona alta, gracias a la extracción del loco. En los últimos años la población de pescadores artesanales ha aumentado significativamente.
- Caracol: zona principalmente agrícola. Su nombre proviene precisamente de lo escarpado del lugar.
- Cuesta La Vaca: zona principalmente agrícola. Su nombre se origina porque en ese lugar había una pasada muy mala, que en invierno se anegaba completamente, de esta manera quedaban atrapados muchos animales, principalmente vacunos. La mayoría de los animales que se empantanaban moría atrapada, por esa razón ese lugar fue llamado Cuesta La Vaca.
- El Pescado: zona principalmente agrícola. Su nombre se origina por un río que se encuentra en ese lugar donde antiguamente abundaban los peces.
- El Roble: zona principalmente agrícola. Su nombre se origina gracias a la abundancia del roble en el sector.
- Miramar: zona principalmente agrícola. Su nombre se debe gracias a la su ubicación, como es un lugar que se encuentra muy alto, hay puntos donde se puede divisar el mar aun encontrándose muy alejado de la costa.
- El Mañío: zona principalmente agrícola. Su nombre se debe a la abundancia de mañíos en el sector.
- Cañitas: zona urbana. Su nombre de debe a que la dueña original de esos terrenos de llamaba Encarnación, pero la gente le decía doña Encaña y con el paso del tiempo el sector pasó a llamarse Cañitas.
- El Canelo: zona principalmente agrícola. Su nombre se debe a la abundancia de canelos en el sector.
- Los Piques: zona principalmente agrícola. Su nombre de debe a que antiguamente intentaron la pirquinera de oro en el sector.
- El Melí: zona principalmente agrícola. Su nombre se debe a la abundancia de melí o luma blanca en el sector. Actualmente este árbol es muy difícil de encontrar debido a la tala indiscriminada del melí en el pasado.
- La Paloma: zona principalmente agrícola. Su nombre se debe a que antiguamente hubo una plaga de palomas en el sector que acababa con las siembras de los agricultores. Para acabar con la plaga los agricultores arrojaron trigo envenenado dejando el sector acumulado de palomas muertas.
- Putrautrau: zona principalmente agrícola. Su nombre se debe a que antiguamente había una gran abundancia de chauchao en el sector.
- Planchado los Indios: zona principalmente agrícola. Su nombre se debe a que allí pasaba el camino real conformado por ‘planchados’ consistentes en ‘varones partidos’ (troncos de grandes dimensiones), puestos en los fangos que fueron posibilitando un tránsito más fluido tanto para los lugareños como para los animales de carga y de transporte, pudiendo así adquirir y abastecerse de las vituallas y víveres necesarios desde Maullín. Este tipo de “carretera” fue ideada por los indígenas de la zona posteriormente utilizada por los españoles.
- Huautrunes: localidad a 17 km de Los Muermos, su nombre significa "entre dos ríos" ya que se encuentra entre el río Maullín y el río Changue o río del Roble.

## Administración

### Municipalidad
El alcalde de la comuna es Emilio González Burgos (UDI). El concejo municipal — para el periodo 2024-2028 está integrado por los concejales:
- Harriet Hernández Rosas (Ind.-UDI)
- Francisco Guzmán Hernández (Ind.-UDI)
- Patricio Toledo Álvarez (Ind.-UDI)
- Javier Muñoz Águila (Ind.-UDI)
- Andrés Niklitschek Strauch (Ind.-UDI)
- Julián González Reyes (Ind.-PPD)

### Representación parlamentaria
Los Muermos pertenece al distrito electoral N.º 25 y a la XIII circunscripción senatorial (Los Lagos).
Es representada en la Cámara de Diputados —para el periodo 2022-2026— por los diputados Harry Jürgensen Rundshagen (Ind.-PRCh), Daniel Lilayu Vivanco (UDI), Emilia Nuyado Ancapichún (PS) y Héctor Barría Angulo (PDC).
En el Senado es representada por los senadores Iván Moreira Barros (UDI), Carlos Kuschel Silva (RN) y Fidel Espinoza Sandoval (PS); por el período 2022-2030.

### Otras autoridades
Como parte de la Provincia de Llanquihue, es representada en el Consejo Regional de Los Lagos por los siguientes consejeros (2025-2029): Tito Gómez Márquez (RN), César Negrón Barría (RN), Luis Becerra Vargas (Ind.-PS), Patricia Gallardo Breuel (PDC), Marion Fernández Loncón (FA), Rodrigo Arismendi Valenzuela (Ind.-UDI), Luis Hernández Soto (PRCh) y Yasna Vásquez Vidal (PRCh).

## Economía
En 2018, la cantidad de empresas registradas en Los Muermos fue de 228. El Índice de Complejidad Económica (ECI) en el mismo año fue de -0,37, mientras que las actividades económicas con mayor índice de Ventaja Comparativa Revelada (RCA) fueron Cultivo de Papas (249,57), Centros de Acceso a Internet (75,86) y Cría de Ganado Bovino para Producción Lechera (71,11).

## Medios de comunicación

### Radioemisoras
FM
- 89.5 MHz - Radio Los Muermos
- 97.1 MHz - Radio La Sabrosita
- 99.1 MHz - Radio FM Del Río
- 101.3 MHz - Radio Acogida

Radios online
- Radio Los Muermos
- Radio Acogida; disponible en la señal de radio online y streaming video

### Televisión[19][20]

#### TDT
- 12.1 - Telecanal

#### Online
- TVM

Tanto en el caso de la radio como en el de la televisión, dentro de la comuna se pueden captar diversas emisoras de cobertura nacional y local a través de sus frecuencias en Puerto Montt, así como también a través de las frecuencias en Ancud y en Castro, dependiendo de la proximidad de cada sector de la comuna con dichas ciudades.